# Pistolet Fort 12

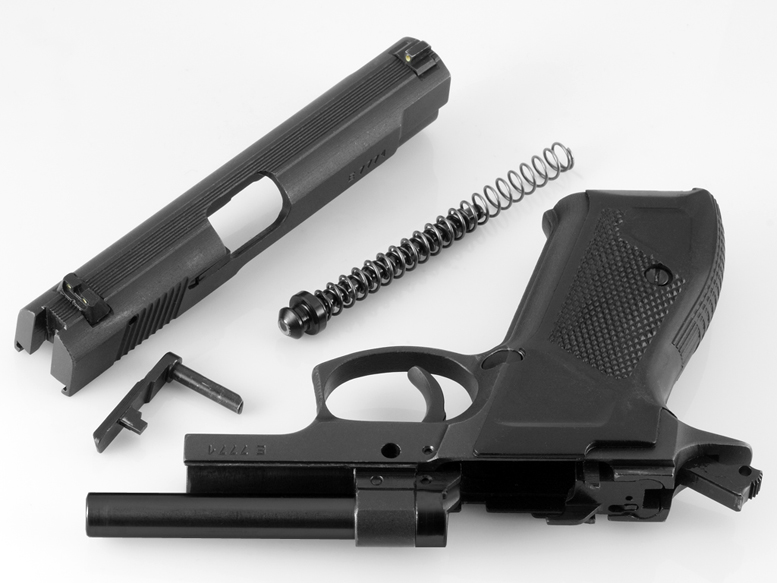
Fort-12

Fort 12 (ukr. Форт-12) – ukraiński pistolet samopowtarzalny. Pierwszy z dzisiejszej rodziny pistoletów Fort stworzony został w celu zastąpienia odziedziczonych po erze Związku Radzieckiego, będących na wyposażeniu służb mundurowych na Ukrainie pistoletów Makarowa. Jego budowa oparta została na projekcie czeskiego pistoletu CZ-75. Przyczyną takiego stanu rzeczy było przejęcie przez producenta – ukraińską KP „Fort” (ukr. Казенне підприємство «Науково-виробниче об'єднання «Форт» Міністерства внутрішніх справ України») maszyn od czeskiego sąsiada. Obecnie dostępna jest również na rynku cywilnym wersja gazowa pistoletu.

## Konstrukcja
Pistolet działa na zasadzie wykorzystania energii odrzutu zamka swobodnego. Wykonany jest ze stali. Mechanizm kurkowy typu Double Action z kurkiem zewnętrznym oraz bezpiecznikiem umieszczonym w tylnej części pistoletu.
Pistolet nie zdobył wielkiego uznania i to pomimo faktu, że uznawano go za znacznie celniejszy od Makarowa, głównie ze względu na chęć zmiany przez władze kalibru służbowego pistoletu na 9 × 19 mm Parabellum.

## Wersje

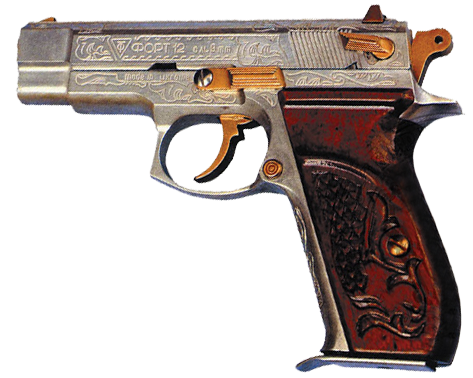
Fort-12N

- Fort-12 (Форт-12) – kalibru 9 × 18 mm Makarowa
  - Fort-12B (Форт-12Б) – kalibru 9 × 18 mm Makarowa, Tłumik dźwięku
  - Fort-12N (Форт-12Н)[2] – Dekretem Prezydenta Ukrainy z 29 kwietnia 1995 roku, specjalne wersje pistoletu kalibru 9 × 18 mm (z ornamentami i złotymi wykończeniami), przyznawane są, przez Prezydenta, lub działającego w jego imieniu odpowiedniego ministra, pracownikom służb mundurowych, jako nagroda za wieloletnie zasługi i bohaterskie czyny na służbie[3].
- Fort-12 CURZ (Форт-12 CURZ) – kalibru 9 × 17 mm
- Sokоl (Сокол) – kalibru 9 × 18 mm Makarowa
- Fort-12G (Форт-12Г) – 9 mm broń gazowa
- Fort-12R (Форт-12Р) – broń nieśmiercionośna w 2000 roku zaprezentowano[4]
  - Fort-12RM (Форт-12РМ) – broń nieśmiercionośna
- Fort-12T (Форт-12Т) – 9 mm broń nieśmiercionośna[5]
  - Fort-12TM - broń nieśmiercionośna

- Fort 14 – w 2003 roku zaprezentowano, zaprojektowany został z przeznaczeniem dla wojska. Pistolet dostępny jest w dwóch wersjach
  - Fort-14 (Форт-14) – kalibru 9 × 18 mm Makarowa
  - Fort-14PP (Форт-14ПП) – kalibru 9 × 19 mm Parabellum

Pistolet ma również możliwość zamontowania dodatkowych akcesoriów (celownik laserowy).